# Blender
Blender је бесплатан 3D софтверски алат отвореног кода који се користи за креирање анимираних филмова, визуелних ефеката, уметности, 3D модела, интерактивних 3D апликација и видео игара. Blender-ове карактеристике укључују 3D моделирање, УВ одмотавање, текстурирање, уређивање графике, симулацију течности и дима, симулацију честица, обликовање, анимацију, рендеровање, покретну графику, видео измену и композицију.
Док актуелне верзије такође имају интегрисани систем за игре (game engine), надолазеће 2.8 издање ће га уклонити.

## Историја
Холандски студио за анимацију "Neogeo" почео је да развија Blender као интерну апликацију и на основу временских ознака за прве изворне датотеке, 2. јануар 1994. сматра се Блендеровим рођенданом. Верзија 1.00 објављена је у јануару 1995. године, а примарни аутор је био сувласник компаније и програмер "Ton Roosendaal". Име Blender је инспирисано песмом "Yello", са албума "Baby" који је "НеоГео" користио у свом видео снимку. Неки од дизајнерских избора и искуства за Blender су пренети из ранијег софтвера који се зове "Traces", а који је Тон Роосендаал развио за "Neogeo" на платформи "Commodore Amiga" током периода 1987-1991.
Дана 1. јануара 1998. године, Blender је јавно објављен као "SGI freeware". "Neogeo" је касније распуштен, а уговоре клијената преузела је друга компанија. Након распуштања "Neogeo-a", Тон Роосендаал је у јуну 1998. основао "Not a Number Technologies" (NaN) да би даље развио Blender, првобитно га дистрибуирајући као "Shareware", све док "NaN" није банкротирао 2002. године.
У мају 2002. године, Roosendaal је покренуо непрофитну Blender Фондацију, са првим циљем да пронађе начин да настави са развојем и промовисањем Blendera као "Open-Source" пројекта заснованог на заједници. Роосендаал је 18. јула 2002. године покренуо кампању "Free Blender", прекурсора за "Crowdfunding". Кампања је имала за циљ да купи Blender за једнократну исплату од 100,000 € (у то време $ 100,670) од заједнице. Дана 7. септембра 2002. објављено је да су прикупили довољно средстава и објавили изворни код Blendera. Данас, Blender је бесплатан софтвер отвореног кода који је у великој мери развијен од стране своје заједнице, заједно са два стално запослена и два хонорарна запослена у Blender институту.
Blender фондација је првобитно задржала право да користи двоструко лиценцирање, тако да би, поред "GPLv2", Blender био доступан и под лиценцом Blender-a која није захтевала откривање изворног кода, али је захтевала плаћања Blender фондацији. Међутим, они никада нису искористили ову опцију и суспендовали је на неодређено време у 2005. Blender је доступан искључиво под "GNU GPLv2" и није ажуриран на "GPLv3", јер "нису видљиве никакве предности.

## Suzanne
У јануару и фебруару 2002. било је јасно да "NaN" не може опстати и затворити врата у марту. Ипак, објавили су још једно издање, 2.25. Као врста малог изненађења, последњи лични таг, уметници и програмери су одлучили да додају 3D модел главе чимпанзе. Направио га је "Willem-Paul van Overbruggen" (SLiD3), који га је назвао "Suzanne" po орангутанu из филма Kevin Smith-a "Jay and Silent Bob Strike Back".
Сузанне је Belndero-ова алтернатива моделима за тестирање као што су чајник из Utah-а и Stanford Bunny. Модел са мало полигона са само 500 лица, Suzanne се често користи као брз и једноставан начин за тестирање материјала, анимација, инсталација, текстура и поставки осветљења, а често се користи и у сликама за шале. Suzanne је и даље укључена у Blender/u. Највећи Blender такмичење додељује награду која се зове награда Suzanne.

## Историја Издања
У следећој табели наведене су значајне промене током историје унапређивања Блендера.
| Верзија | издање                | кључне промене |
| ------- | --------------------- | --- |
| 2.03    | 2002                  | Званични Приручник за Блендер 2.0. |
| 2.26    | 20. август 2003       | Прва Бесплатна Верзија |
| 2.30    | 22. новембар 2003     | Нови "GUI", могућност враћања(UNDO) |
| 2.32    | 3. фебруар 2004       | Праћење трага у унутрашњем рендереру; подршка за "YafaRay". |
| 2.34    | 5. август 2004        | LSCM-UV-омотавање, интеракција објекта-честица. |
| 2.37    | 31. мај 2005          | Симулација еластичних површина; побољшана површина поделе. |
| 2.40    | 22. децембар 2005     | Веома побољшане системске и карактерне анимације (са алатом за нелинеарно уређивање), као и симулатор за флуид и косу. Нова функционалност је заснована на Google Summer Of Code 2005. |
| 2.41    | 25. јануар 2005       | Побољшања "Game engin-a" (програмабилни vertex i pixel shader-i, коришћењем Блендер материјала, подељеног екрана, побољшања физичког мотора), побољшано УВ мапирање, снимање Python скрипти за скулптуре или скулптуре уз помоћ решетке или мреже ( скулптуре) и модели везивања.                                                                   |
| 2.42    | 14. јул 2006          | филм "Elephants Dream" Фрезултирао је високим развојем као нужност. Нарочито је имплементиран систем чворова (Материјал и композитор). |
| 2.43    | 16. фебруар 2007      | "Scultp" Моделинг као резултат Google Summer Code 2006. |
| 2.46    | 19. мај 2008          | Са производњом "Big Buck Bunny", Блендер је добио способност да брзо и ефикасно производи траву |
| 2.48    | 14. октобар 2008      | Захваљујући развоју "Yo Frankie!", "game engine" је значајно побољшан. |
| 2.49    | 13. јун 2009          | Прво званично стабилно издање 2.5. Нови менаџер прозора и датотека, нови интерфејс, нови Python API и нови систем анимације. |
| 2.57    | 13. април 2009        | Прво званично стабилно издање 2.5ер гране: нови интерфејс, нови прозор манагер и систем за обраду датотека, нови систем анимације (свака поставка може бити анимирана сада) и нови Python API |
| 2.58    | 22. јун 2009          | Нове карактеристике, као што су додавање модификатора варп и "render baking". Побољшања у обликовању |
| 2.58a   | 4. јул 2011           | Поправке грешака, заједно са малим проширењима у GUI i Python интерфејсу. |
| 2.59    | 13. август 2011       | 3D Миш Подршка |
| 2.60    | 19. октобар 2011      | Развојне гране су интегрисане у главну развојну грану: између осталог, Б-mesh, нови систем за rendering/shading, NURBS, да наведемо само неке, директно из Google Summer Of Code. |
| 2.61    | 14. децембар 2011     | "Render Engine Cycles", праћење кретања, Dynamic Paint, Ocean Simulator |
| 2.62    | 16. фебруар 2012      | Побољшање праћења кретања, даље ширење УВ алата и "Remesh modifier". Прва верзија која укључује "Cycles Render Engine". |
| 2.63    | 27. април 2012        | Поправka грешака, B-mesh пројекат: потпуно нови мрежни систем са н-угловима, плус нови алати: растварање, уметање, мост, врх слајда, повезивање темена и косина. |
| 2.65    | 3. октобар 2012       | "Green Screen", композитовање по "Node-ovima" |
| 2.66    | 21. фебруар 2013      | преко 200 поправљених багова |
| 2.67    | 7-30. мај 2013        | Симулација "Rigid Body" доступна изван мотора, динамично обликовање топологије, рендеровање косе сада подржано у "Cycles". |
| 2.68    | 18. јул 2013          | Режим слободног рендеровања за не-фотографски рендеринг, додана подршка за површинско расипање, решење за праћење кретања је направљено прецизније и брже, а додатак за 3D штампање сада долази у пакету. |
| 2.69    | 31. октобар 2013      | Перформансе рендеровања су побољшане за CPU и GPU, подршку за NVIDIA Tesla К20, GTX Titan и GTX 780 GPU-ове. Реконструкција дима је побољшана како би се смањила блокираност. |
| 2.70    | 19. март 2014         | Праћење кретања сада подржава праћење поља и побољшава приказивање косе. |
| 2.71    | 26. јун 2014          | Иницијална подршка за рендеровање волумена и мала побољшања корисничког интерфејса. |
| 2.72    | 4. октобар 2014       | Подршка за "bake" у "Cycles" и праћењу разгранатих путања волумена сада постаје бржа. |
| 2.73    | 8. јануар 2015        | Обликовање запремине за графичке процесоре, више могућности за обликовање и сликање. |
| 2.74    | 31. март 2015         | "Cycles" су добили неколико прецизности, буке, брзине, побољшања меморије, новог "Pointless" атрибута |
| 2.75a   | 1. јул 2015           | Блендер сада подржава потпуно интегрисани "Multi-View i Stereo 3D pipeline", "Cycles" има много очекивану почетну подршку за AMD GPU-ове. |
| 2.76b   | 3. новембар 2015      | "Cycles" густине волумена рендерирања, "Pixar Оpensubdiv mesh" |
| 2.77a   | 6. април 2016         | Побољшања за "Cycles, нове могућности за "Greese Pencil", више подршке за "OpenVDB", ажурирана "Python" библиотека и подршка за "Windows XP" |
| 2.78c   | 28. фебруар 2017      | "Spherical Stereo Rendering" за VR, "Greese Pencil" побољшање за 2D анимације, цртање слободних руку преко површина. |
| 2.79b   | 11. септембар 2017    | "Cycles Denoiser", Побољшана OpenCL подршка за рендеровање, "Shadow Catcher", "Principled BSDF Shader", управљање бојама, побољшана UI и "Greese Pencil" функционалност, побољшања у "Albemic" увозу и извозу, модификатор површинских деформација, боља анимација кључева, поједностављено кодирање видео записа, "Python" додаци и нови "Add-ons" |
| 2.80    | Очекиван у јулу, 2019 | Нови UI, "Eevee" и "Clay engine" испоручују се на "OpenGL" 3.3+ и још много тога. |
| 2.81    | октобар 2019          | |

## Карактеристике
Званична издања Blender-a за Windows, Mac OS и Linux, као и Port за FreeBSD, су доступни у 32-битној и 64-битној верзији. Иако се често дистрибуира без опсежних примјера у неким другим програмима, софтвер садржи значајне карактеристикне за врхунски 3D софтвер. Међу његовим могућностима су:
- Подршка за разне геометријске примитиве, укључујући полигонске мреже, брзо моделовање површина, "Braizer Curves", NUBRS-ове површине, "Meatballs", "icospheres", мулти-рес дигитално обликовање (укључујући динамичку топологију, "Map baking", "re-meshing") и нови н-гон моделни систем назван "B-mesh".
- Интерни "Render engine", индиректним осветљењем и амбијенталном оклузијом која може да се извози у разним форматима.
- "Render-Engine" назван "Cycles", који може искористити GPU за рендеровање. "Cycles" подржавају "Open Shading Language" од Блендера 2.65.
- Интеграција са бројним екстерним "Render engine" преко плугина.
- Алати за анимацију уоквирени кључем, укључујући инверзну кинематику, деформације на бази арматуре ("Skeletal"), куке, криве и решетке, анимације облика, нелинеарне анимације, ограничења и "Vertex weighting".
- Симулациони алати за динамику меких тела укључујући детекцију судара, динамику "LBM" течности, симулацију дима, динамику бушотине, генератор океана са таласима.
- Систем честица који укључује подршку за косу на бази честица.
- Модификатори за примену недеструктивних ефеката.
- "Python" скриптирање за креирање алата и прототипа, логику игре, увоз/извоз из других формата, аутоматизацију задатака и прилагођене алате.
- Основно нелинеарно видео/аудио уређивање.
- Потпуно интегрисани композитор заснован на чвору у оквиру "Rendering pipeline" убрзан са OpenCL-ом.
- Процедуре и текстуре засноване на чворовима, као и сликање текстуре, пројективно сликање, вертекс сликање, сликање на тежини и динамичко сликање.
- Контрола у реалном времену током симулације и рендеровања физике.
- Праћење камере и објеката.
- "Grease Pencil" алати за 2D анимације унутар пуне 3D "Pipeline".

## Кориснички интерфејс
Блендер-ов кориснички интерфејс садржи следеће концепте:

##### Модови уређивања
Два основна начина рада су "Object Mode" и "Edit Mode", који се пребацују типком Таб. Режим објекта се користи за манипулацију појединачних објеката као јединице, док се режим за уређивање користи за манипулацију стварним подацима објекта. На пример, "Object Mode" се може користити за кретање, скалирање и ротирање целих полигонских мрежа, а "Edit Mode" се може користити за манипулацију појединачних вертикала једне мреже. Постоји и неколико других режима, као што су "Vertex Paint", "Weight Paint" и "Sculpt Mode".

##### Пречице
Већина команди је доступна преко "Hotkeys".

##### Бројни Унос
Нумерички тастери могу бити "вучени" да би се њихова вредност променила директно, без потребе да се циља на одређени "Widget", као и да се подешава помоћу тастатуре. И клизачи и нумеричка дугмад могу бити ограничени на различите величине корака са модификаторима као што су тастери "CtrL" и "Shift". "Python" изрази могу бити директно откуцани у поља за унос бројева, дозвољавајући математичким изразима да одреде вредности.

##### Менаџмент радне површине
Графички интерфејс Blender-а гради свој властити прозорски систем на врху једног или више прозора које пружа платформа. Један прозор платформе (често величине за попуњавање екрана) је подељен на секције и подсекције које могу бити било ког типа Blender приказа или типова прозора. Корисник може дефинисати вишеструке распореде таквих Blender прозора, који се називају екрани, и брзо се пребацивати између њих избором из менија или помоћу пречица на тастатури. Елементи GUI сваког типа прозора могу се контролисати помоћу истих алата који манипулишу 3D приказом. На пример, можете да увећате или смањите GUI дугмад користећи сличне контроле које зумира и повећава у 3D приказу. Графички приказ и изглед екрана су у потпуности прилагођени кориснику. Могуће је подесити интерфејс за специфичне задатке као што је уређивање видеа или УВ мапирање или текстурирање тако што се скривају секције које се не користе за задатак.

## Потребан хардвер
| Хардвер         | Минимум                                          | Препоручено                                                                       | Стандард                                             |
| --------------- | ------------------------------------------------ | --------------------------------------------------------------------------------- | ---------------------------------------------------- |
| Процесор        | 32-bit dual core 2 GHz CPU with SSE2 support     | 64-bit quad core CPU                                                              | 64-bit eight core CPU                                |
| Меморија        | 2 GB RAM                                         | 8 GB RAM                                                                          | 16 GB RAM                                            |
| Графичка карица | OpenGL 2.1 compatible card with 512 MB video RAM | OpenGL 3.2 compatible card with 2 GB video RAM (CUDA or OpenCL for GPU rendering) | Dual OpenGL 3.3 compatible cards with 4 GB video RAM |
| Монитор         | 1280×768 pixels, 24-bit color                    | 1920×1080 pixels, 24-bit color                                                    | Dual 1920×1080 pixels, 24-bit color                  |
| Периферија      | Mouse or trackpad                                | Three-button mouse                                                                | Three-button mouse and graphics tablet               |
| OpenGL Верзија  | 1.4 (Blender 2.76 and earlier)                   | 2.1 (Blender 2.77 up to 2.79b)                                                    | 3.3 (Blender 2.8)                                    |

## Подржане платформе
Blender је доступан за "Windows Vista" и новије верзије, Mac OS X 10.6 и новије верзије и Linux-a. Blender 2.76б је последње подржано издање за "Windows XP", а верзија 2.63 је последња подржана верзија за "Power PC".

## Формат Датотека
Блендер садржи интерни систем датотека који може да спакује вишеструке сцене у једну датотеку (која се назива ".blend" датотека).
- Све Blender-ове ".blend" датотеке су напредне, назадне и "Cross platform" компатибилне са другим верзијама Blender-a, са следећим изузетцима:

1. Учитавање анимација сачуваних у после-2.5 фајлова у Blender пре-2.5. Ово је због прерађеног подсистема анимације који је уведен у Blender 2.5 и који је инхерентно некомпатибилан са старијим верзијама.
2. Учитавање мреже у 2.63. То је због увођења "B-mesh".

- Све сцене, предмети, материјали, текстуре, звукови, слике, после-продукцијски ефекти за целу анимацију могу се сместити у једну датотеку ".blend". Подаци који се учитавају из спољних извора, као што су слике и звукови, такође могу бити ускладиштени споља и упућени преко апсолутног или релативног пута. Исто тако, сами ".blend" фајлови се могу користити и као библиотеке Blender-ових средстава.
- Конфигурације интерфејса остају у ".blend" фајловима.

Широк избор скрипти за import/export које проширују Blender-ове могућности (приступање објектним подацима преко интерног API-ја) омогућавају међусобно повезивање са другим 3D алатима.
Blender организује податке као различите врсте "блокова података", као што су објекти, мреже, лампе, сцене, материјали, слике итд. Објекат у Blender-у се састоји од више блокова података - на пример, оно што би корисник описао као полигонску мрежу се састоји од најмање једног блока података "Object" и "Mesh", а обично и Материјал и још много тога, повезаних заједно. Ово омогућава да се различити блокови података међусобно односе. Могу постојати, на пример, вишеструки објекти који се односе на исти "Mesh", и накнадно уређивање резултата дељене мреже у промени облика у свим објектима који користе овај "Mesh". Објекти, мреже, материјали, текстуре итд. Такође могу бити повезани са другим ".blend" датотекама, што омогућава коришћење ".бленд" датотека као библиотека ресурса који се могу поново користити.

### Import и Export
Софтвер подржава разне 3Д формате датотека за iport и export, као што су: Alembic, 3D Studio (3DS), Filmbox (FBX), Autodesk (DXF), SVG, STL (for 3D printing), VRML and X3D.

## Видео Уређивање
Blender поседује потпуно функционалан, не-линеарни видео едитор који се назива "Video Sequence Editor" или скраћено VSE. Blender-ова VSE има многе карактеристике, укључујући ефекте као што су "Gaussian Blur", градација боја, "Fade" и "Wipe" транзиције и друге видео трансформације. Међутим, не постоји "multi-core" подршка за приказивање видео записа са VSE.

## Rendering и Ray Tracking
"Cycles" je механизам за рендеровање путање који је дизајниран да буде интерактиван и једноставан за коришћење, а да и даље подржава многе производне функције. Долази инсталиран као додатак који је по дефаулту доступан и може се активирати у горњем заглављу.

## GPU Rendering
"Cycles" подржава GPU рендеровање које се користи за убрзавање времена приказивања. Постоје два GPU режима рендеровања: CUDA, који је преферирани метод за Nvidia графичке картице; и OpenCL, који подржава рендеровање на AMD графичким картицама. Подржани су и вишеструки GPU-ови, који се могу користити за креирање "render frame" - иако поседовање више GPU-ова не повећава доступну меморију јер сваки GPU може приступити само сопственој меморији.
| Карактеристике                       | CPU | CUDA | OpenCL |
| ------------------------------------ | --- | ---- | ------ |
| Основно Сенчење                      | ДА  | ДА   | ДА     |
| Транспарентне сенке                  | ДА  | ДА   | ДА     |
| "Motion blur"                        | ДА  | ДА   | ДА     |
| Коса                                 | ДА  | ДА   | ДА     |
| Волумен                              | ДА  | ДА   | ДА     |
| Дим/Ватра                            | ДА  | ДА   | ДА     |
| "Subsurface Scattering"              | ДА  | ДА   | ДА     |
| "Open Shading Language"              | ДА  | НЕ   | НЕ     |
| "Correlated Multi-Jittered Sampling" | ДА  | ДА   | ДА     |
| "Branched Path integrator"           | ДА  | ДА   | ДА     |
| Displacement/Subdivision             | ДА  | ДА   | ДА     |

## Интегратор
Интегратор је алгоритам рендеринга који се користи за рачунање расвете. "Cycles" тренутно подржава интегратор праћења путање са директним узорковањем светлости. Добро функционише за различите поставке осветљења, али није погодан за каустику и неке друге сложене светлосне ситуације. Зраке се прате од камере до сцене, одбијају се док не пронађу извор светлости, као што је лампа, објекат који емитује светлост, или позадину. Да би се пронашле лампе и површине које емитују светлост, користе се индиректно узорковање светлости (пуштање зрака у траг површини BSDF) и директно узорковање светлости (одабир извора светлости и праћење правца према њему).
Постоје 2 типа интегратора:
1. Подразумевани интегратор праћења путање је чиста путања. Приликом сваког ударца он одбија светлост у једном правцу и одабере једно светло да би добио осветљење. Ово чини сваки појединачни узорак бржим за израчунавање, али обично захтева више узорака за чишћење шума.
2. Алтернатива је разгранати интегратор за праћење путање који при првом удару дели путању за различите компоненте површине и узима у обзир сва светла за сенчање уместо само једног. Ово чини сваки узорак споријим, али смањује буку, посебно у сценама у којима доминира директно или једно светло.